# Ancyluris montezeuma
Ancyluris montezeuma är en fjärilsart som beskrevs av Saunders 1849. Ancyluris montezeuma ingår i släktet Ancyluris och familjen Riodinidae. Inga underarter finns listade i Catalogue of Life.